# De maaltijd in Emmaüs (Rembrandt, Musée Jacquemart-André)
De maaltijd in Emmaüs (Frans: Les Pèlerins d’Emmaüs) is een schilderij van Rembrandt van Rijn dat hij omstreeks 1629 maakte. Het maakt deel uit van de collectie van het Musée Jacquemart-André in Parijs.

## Voorstelling
Hoewel het werk uit het begin van Rembrandts loopbaan stamt, geeft de schilder hier blijk van een artistieke rijpheid. Hij beeldt het moment uit waarop twee discipelen van Christus hem na zijn opstanding herkennen in hun tafelgenoot in Emmaüs. Dit wordt beschreven in het evangelie volgens Lucas: "Nu werden hun ogen geopend en herkenden ze hem. Maar hij werd onttrokken aan hun blik."
Rembrandt gebruikte een nieuwe compositie voor deze evangelische episode die in de schilderkunst al vaak was weergegeven. Jezus is weliswaar op de voorgrond geplaatst, maar alleen als silhouet zichtbaar, omdat er een sterke lichtbron achter hem geplaatst is. De invloed van Caravaggio's chiaroscuro is onmiskenbaar. Het mysterieuze licht werkt als een halo en onderstreept Jezus' goddelijke natuur. Een van de discipelen kijkt hem verschrikt aan. De andere gooit zijn stoel om en valt op zijn knieën bij Jezus' voeten. Het tafereel speelt zich af in een herberg, op de achtergrond is een dienstmeid aan het werk. In dit opzicht lijkt het werk op de herbergscenes van Brouwers en Teniers. 
In het Louvre wordt een andere versie de maaltijd in Emmaüs van Rembrandts hand bewaard. Dit werk kent een traditionelere weergave en lijkt op een historisch schilderij.

## Herkomst
- tot 12 mei 1734: in bezit van Willem Six, Amsterdam
- tot 30 januari 1781: in bezit van Pieter Pama
- tot 1 mei 1837: in bezit van François de Robiano, Brussel
- tot 21 februari 1861: in bezit van de chirurg Leroy d'Etiolles, Parijs
- 1873: in bezit van de industrialist en bankier Gustav Ritter von Epstein, Wenen
- via de kunsthandelaar Charles Sedelmeyer komt het werk in bezit van Édouard André, die in 1891 in het huwelijk treedt met Nélie Jacquemart.
- 1912: na het overlijden van Nélie Jacquemart wordt de collectie van het echtpaar nagelaten aan het Institut de France. Het doek wordt bewaard in hun voormalige herenhuis, het huidige Musée Jacquemart-André.

## Afbeelding

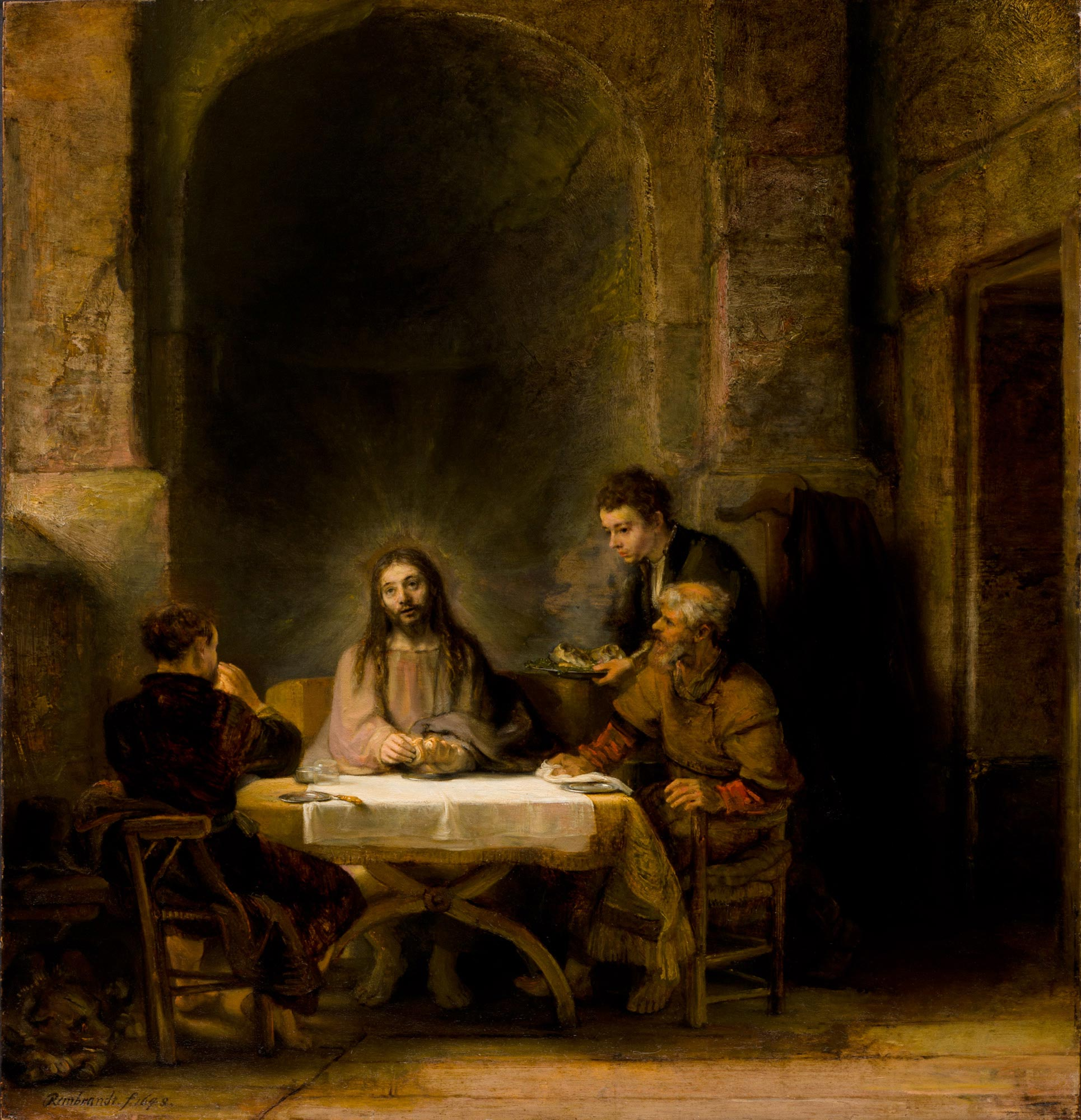
De maaltijd in Emmaüs (versie Louvre)